# 阿科班巴區 (錫瓦斯省)
阿科班巴區（西班牙語：Distrito de Acobamba），是秘魯的一個區，位於該國北部安卡什大區的錫瓦斯省，始建於1962年6月22日，面積153.04平方公里，海拔高度3,140米，2005年人口1,773，人口密度為每平方公里12人。